# Anton Corbijn
Anton Corbijn, geboren als Anton Johannes Gerrit Corbijn van Willenswaard (Strijen, 20 mei 1955), is een Nederlands fotograaf, grafisch ontwerper en speelfilmregisseur.
Als fotograaf werd hij bekend door zijn foto's van vooral rockmusici en andere artiesten. Als grafisch ontwerper doet hij de art direction en regie voor videoclips en ontwerpt hij decors voor popconcerten van onder andere Depeche Mode. Als regisseur van speelfilms ontving hij meerdere prijzen.

## Biografie
Corbijn werd geboren in Strijen in 1955, waar zijn vader, Anton Corbijn van Willenswaard (1917-2007), een jaar eerder was aangesteld als predikant van de Nederlands Hervormde Kerk. Hij diende later in dezelfde functie in Hoogland (1966) en Groningen (1972). Zijn moeder, Marietje Groeneboer (1925-2011), was verpleegster geweest en opgegroeid in de familie van een pastoor. Fotograaf en regisseur Maarten Corbijn (1959) is een jongere broer. Grootvader Anton Johannes Corbijn van Willenswaard (1886-1959) was kunstleraar op christelijke scholen in Hilversum, en een actief lid in de plaatselijke Nederlands-hervormde kerk.
Corbijn begon zijn carrière als muziekfotograaf, toen hij rond 1975 Herman Brood zag spelen in een café in Groningen. Hij nam veel foto's van de band Herman Brood & His Wild Romance, wat leidde tot meer bekendheid van beiden. In de opvolgende jaren maakte hij vele foto's van beroemdheden, waarvoor hij regelmatig naar Engeland en de Verenigde Staten reisde. Hoewel de kleurenfotografie allang zijn intrede had gedaan, bleef hij nog lang in zwart-wit fotograferen. Later legde Corbijn zich ook toe op het maken van videoclips, en van daaruit rolde hij de filmindustrie in.

### Onderscheidingen
In 1994 ontving hij voor zijn oeuvre de Capi-Lux Alblas Prijs.
Voor zijn videoclip bij de single Heart-Shaped Box van Nirvana uit 1994 ontving hij een MTV Award. In 2000 ontving hij de Pop Media Prijs.
In 2007 won Corbijn op het Festival van Cannes drie prijzen, waaronder de Special Mention bij de Golden Camera, voor Control, een film gebaseerd op het leven van de Britse zanger Ian Curtis van Joy Division, die in 1980 op 23-jarige leeftijd zelfmoord pleegde.
De Prins Bernhard Cultuurfonds Prijs 2011 werd door (toen nog) prinses Máxima uitgereikt aan Corbijn, omdat hij een belangrijke beeldmaker en -vormer van de populaire cultuur van zijn generatie was en gold als een internationaal voorbeeld voor fotografen, ontwerpers en artdirectors.
In 2014 werd hij benoemd tot lid van de Akademie van Kunsten.

## Werk

### Portretfotografie

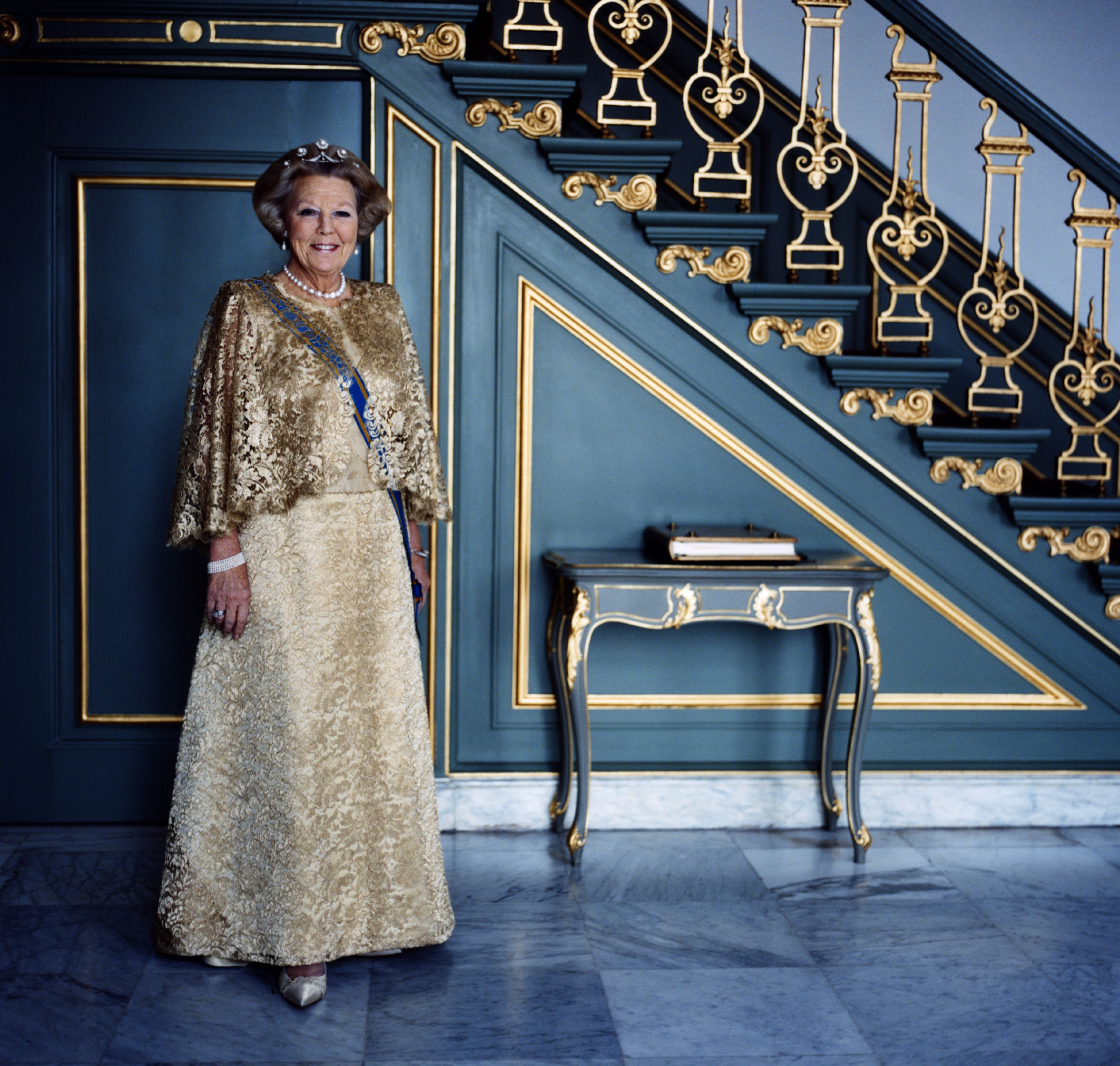
Staatsieportret H.M. de Koningin, 2008

Corbijn begon zijn carrière als fotograaf van het Nederlandse tijdschrift OOR. Zijn eerste foto in een muziekblad was een foto van de groep Solution, die in 1972 op de Grote Markt in de stad Groningen optrad.
Corbijn fotografeerde onder meer de volgende artiesten, kunstenaars en anderen: Ai Weiwei, Bob Dylan, Tom Waits, David Bowie, Miles Davis, Joy Division, Björk, Captain Beefheart, Robert De Niro, Stephen Hawking, Luciano Pavarotti, Clint Eastwood, Gerhard Richter, Bart Chabot, Marlene Dumas, Lucian Freud, Herbert Grönemeyer, Palais Schaumburg en Nelson Mandela. Na het overlijden van Herman Brood in 2001 had Corbijn een tentoonstelling van nietsontziende en confronterende foto's van de zanger-pianist/kunstschilder in het Cobra Museum in Amstelveen.
Corbijn maakte foto's voor honderden platenhoezen (alsook een aantal ontwerpen), waaronder hoezen voor U2, Depeche Mode, Nick Cave, Metallica, Therapy?, The Rolling Stones, R.E.M., BLØF, Per Gessle, Bruce Springsteen, Bon Jovi, Herbert Grönemeyer, Moke, Bryan Ferry, John Lee Hooker, The Killers en de Bee Gees.

### Verdere fotografie en grafisch werk
Corbijn maakte de foto voor de verkiezingsaffiche tijdens de herverkiezingscampagne van minister-president Wim Kok in 1998.
In de periode 1998-2000 werkte hij samen met de kunstschilder Marlene Dumas. Hij werkte aan een project genaamd Stripping Girls, dat de stripclubs en glittershows van Amsterdam als onderwerp had. Van de foto's, die Corbijn later tentoonstelde, nam Dumas polaroids, die ze toen als bronnen voor haar schilderijen gebruikte.
Corbijn heeft een groot aantal boeken en catalogi gemaakt. Het beeldmerk dat van 2006 tot 2016 gebruikt werd door de gemeente Den Haag, de vlieger, was van zijn hand.
Anton Corbijn fotografeerde en ontwierp in 2013 de kinderpostzegels, die bestaan uit een serie foto's die hij in Ethiopië maakte.

#### Staatsieportretten
Ter gelegenheid van de zeventigste verjaardag van koningin Beatrix maakte de fotograaf drie portretten van de vorstin. In september 2023 heeft Corbijn staatsieportretten gemaakt van Koning Willem-Alexander en Koningin Máxima.

### Regisseur
Corbijn regisseerde videoclips voor onder andere Nirvana, U2, Depeche Mode, Metallica, Roxette, The Killers, Joy Division, Front 242, Coldplay, Mercury Rev, Johnny Cash en Arcade Fire. Hij regisseerde ook een korte film, Some YoYo Stuff, over Don van Vliet, alias Captain Beefheart.
In 2009 maakte Corbijn een film bij de speciale editie van U2's No Line on the Horizon. Hij verzorgde ook gedurende vier jaar de modefotografie voor het merk G-Star. Hij werkte met onder anderen Elettra Wiedemann, Toby Kebbel, Liv Tyler, Magnus Carlsen en Gemma Arterton.
In 2010 kwam zijn film The American uit. In deze film spelen onder anderen George Clooney en Thekla Reuten. In datzelfde jaar maakte Corbijn met Carice van Houten de Kleinste Kortste Film, een film gedrukt op een postzegel.
Op 26 oktober 2011 regisseerde Corbijn voor het album Mylo Xyloto van Coldplay vanuit de arena Las Ventas in Madrid de album-launch live-webcast, die live via YouTube werd uitgezonden.

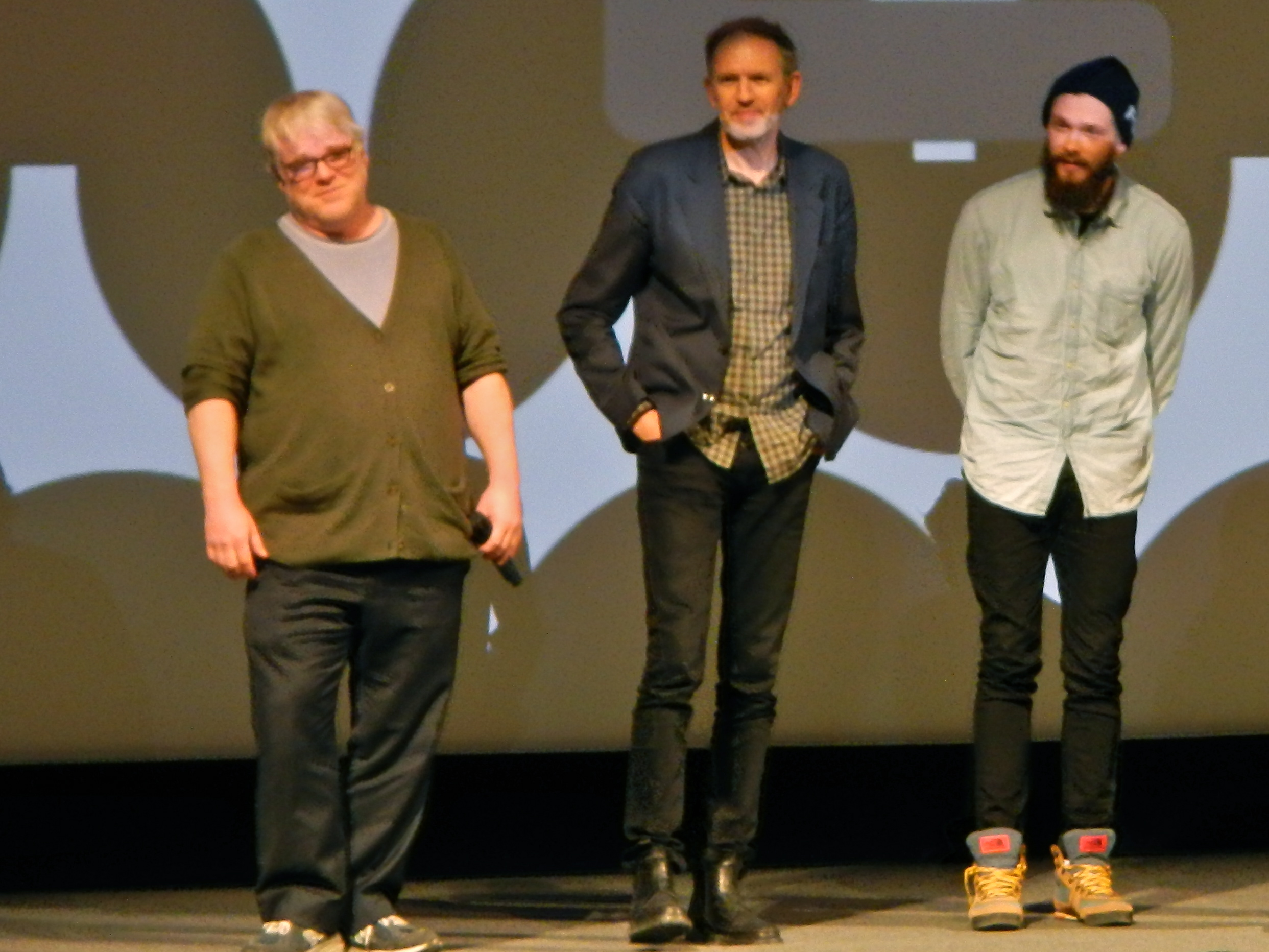
Philip Seymour Hoffmann, Anton Corbijn en Grigoriy Dobrygin bij de première van A Most Wanted Man op het Sundance Film Festival 2014

In 2012 regisseerde hij zijn derde speelfilm, A Most Wanted Man, naar een boek van John le Carré, dat zich afspeelt in Hamburg. De film werd in 2014 uitgebracht, na de dood van hoofdrolspeler Philip Seymour Hoffmann. De film had zijn première op het Sundance Film Festival in januari 2014, waar Hoffmann nog aanwezig was.
In 2015 verscheen zijn vierde film LIFE. Het is een film gebaseerd op de foto's van James Dean gemaakt door Dennis Stock. Corbijn was aangetrokken door het verhaal over een fotograaf die een man die in de publieke belangstelling staat zo'n twee weken volgt, omdat het dicht bij zijn eigen werk staat als fotograaf. In de hoofdrollen waren Dane DeHaan (Dean) en Robert Pattinson (Stock). De film debuteerde op de Berlinale in 2015.
Voor de jubileumtournee van U2's The Joshua Tree in 2017 maakte Corbijn de achtergrondfilms bij de liedjes van deze plaat op het podium.

### Exposities
Van 21 maart tot en met 21 juni 2015 was een grote dubbeltentoonstelling over het werk van Anton Corbijn te zien in Gemeentemuseum Den Haag en Fotomuseum Den Haag. Deze tentoonstellingen, ter gelegenheid van zijn zestigste verjaardag, vormden het compleetste retrospectief tot dan toe en er kwamen twee catalogi uit, te weten 'Hollands Deep' en '1-2-3-4'. De expositie 1-2-3-4 werd in de zomer van 2018 ook gehouden in het gerenoveerde Loodswezengebouw aan de Tavernierkaai in Antwerpen. Van 22 december 2023 tot en met 12 mei 2024 zijn meer dan tweehonderd van zijn foto's te zien in het COBRA Museum voor Moderne Kunst (Amstelveen).

## Filmografie
- 2007 – Control
- 2010 – The American
- 2014 – A Most Wanted Man
- 2015 – Life
- 2023 - Squaring the Circle (the story of Hipgnosis)

## Documentaire
In 2012 kwam de documentaire Anton Corbijn Inside Out van Klaartje Quirijns uit.

## Politiek
- In 2021 was Corbijn lijstduwer voor de Partij voor de Dieren. Voor de Tweede Kamerverkiezingen van 2021 stond hij op plek 49.